# Simone Balazard
 (février 2014).
Si vous disposez d'ouvrages ou d'articles de référence ou si vous connaissez des sites web de qualité traitant du thème abordé ici, merci de compléter l'article en donnant les références utiles à sa vérifiabilité et en les liant à la section « Notes et références ».
Simone Balazard est une romancière, dramaturge et éditrice de langue française, née  à Alger le 12 octobre 1935 et morte à Paris le 27 novembre 2024.

## Biographie
Son père, Félix Jaffard (1908-1964) et sa mère, Marie-Louise Bleicher (1912-1994), eux-mêmes nés en Algérie, s'étaient rencontrés au Gouvernement Général où son père continuera à travailler avant de devenir sous-directeur de la SAONIC (Section algérienne de l'Office National Interprofessionnel des Céréales).
Après ses études primaires à l'école communale de son quartier, le Champ de Manœuvres, et des études secondaires au Lycée Fromentin (1946-1953), elle obtient un baccalauréat littéraire. Elle suit ensuite une année de Lettres supérieures au lycée Bugeaud où elle a comme professeur de philosophie Bernard Lamblin et parmi ses condisciples Assia Djebar et Fanny Colonna. À la faculté des Lettres, elle suit les cours de philosophie de Pierre Mesnard et passe sa licence en 1956, année où elle quitte l'Algérie pour Paris.
À la Sorbonne, elle est l'élève de Gilles Deleuze, Jean Guitton et Vladimir Jankélévitch. À L'institut d'Ethnologie du Musée de l'Homme, elle a comme professeur principal André Leroi-Gourhan.
Sous la direction de Pierre-Maxime Schuhl, elle rédige et soutient un mémoire d'études supérieures de philosophie sur La Notion de démon chez Platon. Après une année de stage à Paris (Henri IV, Jules Ferry, Pasteur à Neuilly), elle est nommée à l’École Normale de Vesoul en 1959. Ses autres postes, entre 1960 et 1967, seront le Lycée de Saint-Louis (Haut-Rhin), le lycée de jeunes filles de Chartres et le lycée Arago à Paris.
De 1975 à 1993, elle sera professeur d'école normale puis d'IUFM dans le Val-d'Oise et dans les Hauts-de-Seine. Lors d'une assez longue interruption d'activité professionnelle, elle suit les cours de Jacques Lassalle et Bernard Dort à l'Institut d’Études Théâtrales où elle soutient en 1978 sa thèse sur La Formation de l'auteur dramatique en France aujourd'hui.
Mariée en 1957 avec Jacques Balazard, lui-même né à Alger, elle prend comme nom d'auteure son nom d'épouse en 1963, lors de la parution de son premier roman chez Julliard : L'été prochain. En mai 1968 elle adhère à l'Union des Écrivains, née de ce mouvement par une occupation du siège de la Société des gens de lettres. Membre de son comité de fonctionnement, avec notamment Eugène Guillevic, Catherine Claude, Tibor Papp, Elle participe pendant de longues années aux activités de cette association : bataille pour la sécurité sociale des auteurs (1975), loi sur le prix unique du livre, création du Conseil permanent des écrivains et de la Maison des Écrivains, et s'investit particulièrement, en accord avec les associations européennes d'écrivains, dans l'instauration du droit de prêt en bibliothèque. Elle fait partie du bureau de l'European Writers' Congress et préside de 2002 à 2004 la Fédération Internationale des Écrivains de Langue Française (FIDELF) créée au Québec en 1982. Pendant une dizaine d'années, elle coordonne le programme d'échanges entre écrivains français et écrivains québécois.
En 1996, elle fonde la revue littéraire Le Jardin d'Essai, qui publie quatre numéros par an. La revue cesse de paraître en 2004 pour laisser place à une petite maison d'édition qui publie quatre collections : Contes illustrés, Théâtre, Villes et nature, Femmes artistes. En 2013 une cinquième collection, bilingue, est annoncée.
De 2002 à 2004, elle présida la Fédération internationale des écrivains de langue française.

## Œuvres
- L'été prochain, Paris, Julliard, 1963
- Quatre saisons à Château-Mercy, Paris, Julliard, 1965
- L'Histoire d’Émile, Paris, Flammarion, 1968
- Le Rocher rouge, Paris, Grasset, 1972
- Deux Femmes à la Rencontre, Paris, Grasset, 1975
- L'Année des Roses, Paris, Grasset, 1980
- Le Château des Tortues, Paris, Flammarion, 1982, 294 p. (ISBN 978-2-08-064498-5)
- Le Guide du Théâtre français contemporain, Paris, Syros Alternatives, 1988, 167 p. (ISBN 2-86738-335-8)
- Zita Sol (ill. Gismonde Curiace), Paris, Flammarion, coll. « Castor Poche », 1992, 105 p. (ISBN 2-08-162220-3)
- Qui se souvient d'Eléonore ? : théâtre, Paris, Le Jardin d'Essai, 1997, 79 p. (ISBN 2-911822-05-6)
- Sami aime Shangzou : roman, Paris, Le Temps des Cerises, 1999, 111 p. (ISBN 2-84109-200-3)
- Rose, ma Louise, suivi de La Femme au Chignon, Paris, Le Jardin d'Essai, 2000, 45 p. (ISBN 2-911822-16-1)
- Le Rendez-vous des Mois (ill. Jean-Pierre Lagrue), Paris, Le Jardin d'Essai, 2000, 44 p. (ISBN 2-911822-22-6)
- Sand, la Patronne, Paris, Le Jardin d'Essai, 2004, 205 p. (ISBN 2-911822-42-0)
- Mais qui vous êtes, vous ?, suivi de Le Soir de Géraldine et Douchka, Paris, Le Jardin d'Essai, 2005, 55 p. (ISBN 2-911822-44-7)
- Loin de Nohant : théâtre, Paris, Le Jardin d'Essai, 2007, 72 p. (ISBN 978-2-911822-50-6)
- Les Amours de la St-Sylvestre (ill. Jean-Pierre Lagrue), Paris, Le Jardin d'Essai, 2007, 69 p. (ISBN 978-2-911822-55-1)
- Le Roumain de Tours (ill. Jean-Pierre Lagrue), Paris, Le Jardin d'Essai, 2011, 54 p. (ISBN 978-2-911822-68-1)
- L'Auteur(e) dramatique au XXe siècle, Paris, Le Jardin d'Essai, 2011, 310 p. (ISBN 978-2-911822-66-7)
- Blues nomade, Paris, Le Jardin d'Essai 2011,122 p.